# Edotia oculata
Edotia oculata is een pissebed uit de familie Idoteidae. De wetenschappelijke naam van de soort is voor het eerst geldig gepubliceerd in 1901 door Ohlin.